# オーストリア帝冠

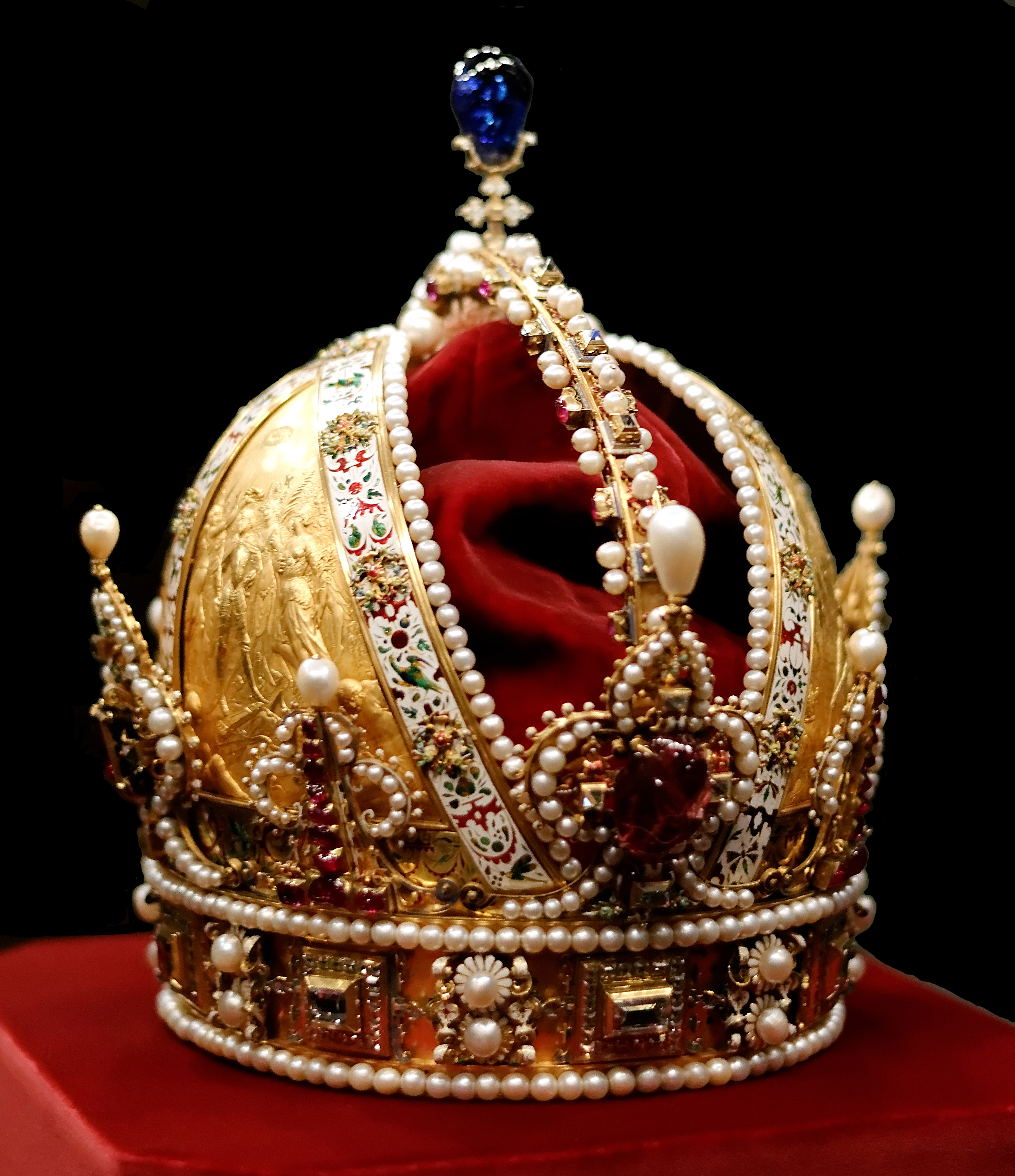
オーストリア帝冠

オーストリア帝冠（オーストリアていかん、ドイツ語: Österreichische Kaiserkrone）は、ハプスブルク家及びオーストリア皇帝の王冠である。その起源はハプスブルク家のルドルフ2世にさかのぼると言われ、ルドルフ2世の王冠（ドイツ語: Rudolfskrone）ともいう。1804年に神聖ローマ帝国が滅びると、フランツ1世によってこの王冠がオーストリア皇帝の帝冠として定められた。現在でも、オーストリアの帝室関連の紋章などにあしらわれている。

## 概要
16世紀後半から17世紀初頭にかけての神聖ローマ帝国皇帝であったルドルフ2世（在位：1572年 - 1608年）が作らせた。歴代の神聖ローマ皇帝たちは、オットー1世の時代から受け継がれた神聖ローマ皇帝冠（伝統的にはカール大帝のものとされた）で戴冠していたが、1424年以降、法律によって戴冠式以外での使用が禁止された。その法律によって、皇帝たちは新たに私的な王冠を戴冠式以外の儀礼において使うことが求められたのだが、そのような王冠のうちの一つがこの帝冠である。なお、他の皇帝たちが作らせた王冠は全て現存していないとされている。ルドルフ2世の崩御後も、子の王冠はハプスブルク家に受け継がれた。
1804年、神聖ローマ帝国が解体され、最後の神聖ローマ皇帝フランツ2世（オーストリア皇帝としてはフランツ1世）がハプスブルク家の領国を統合して新たにオーストリア帝国を創建した際、この王冠は新しくオーストリア皇帝の帝冠に定められ、以降の皇帝もこの帝冠を用いた。
多くの芸術家たちのパトロンとなり、学芸を保護し芸術に傾斜したルドルフ2世らしく、豪奢な装飾が施されており、正面に取り付けられたルビーは知恵と聖なる炎を、ダイヤモンドはキリストを象徴しているとされている。

## ギャラリー

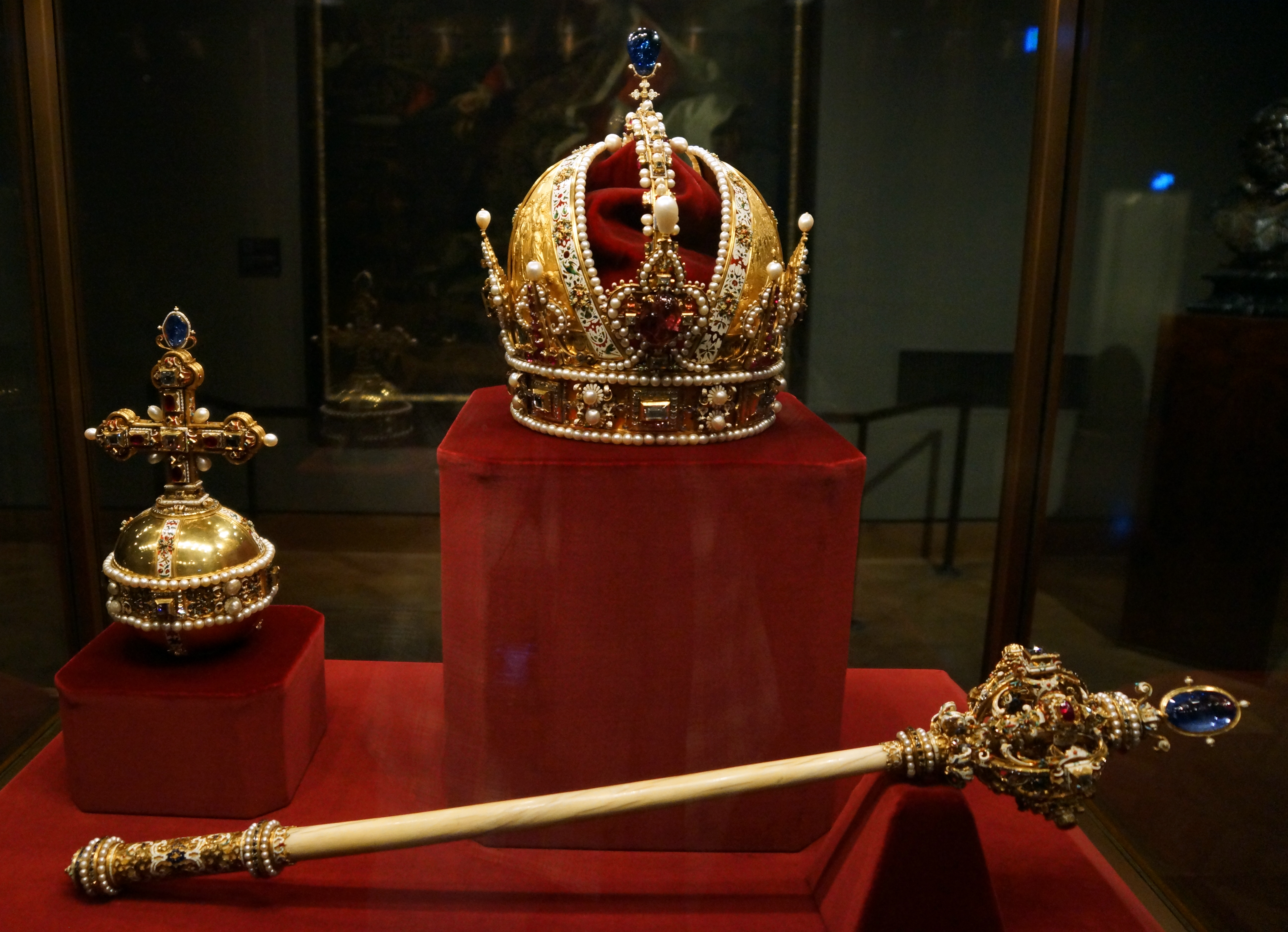
帝冠を含むオーストリア皇帝のレガリア
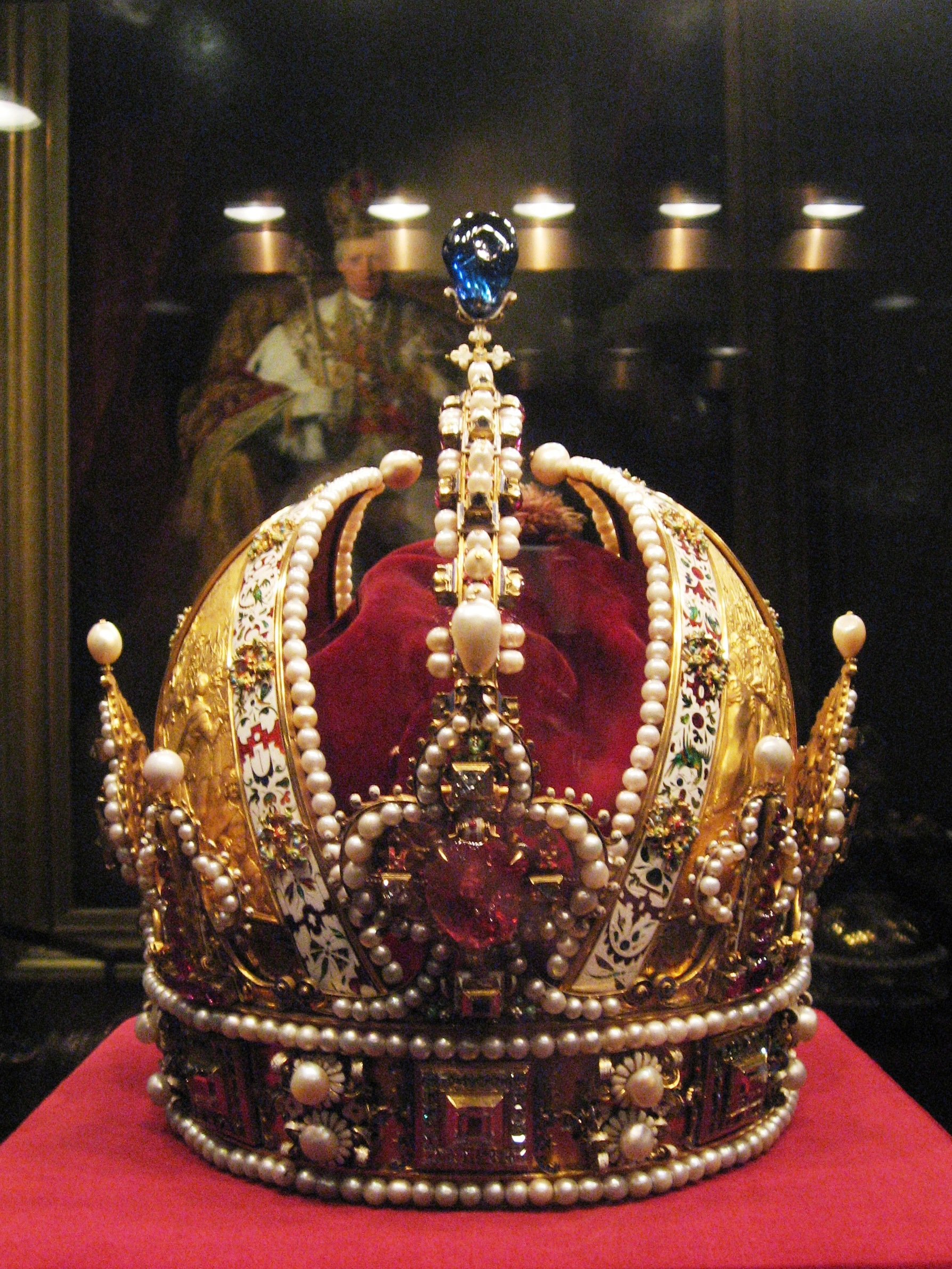
正面から
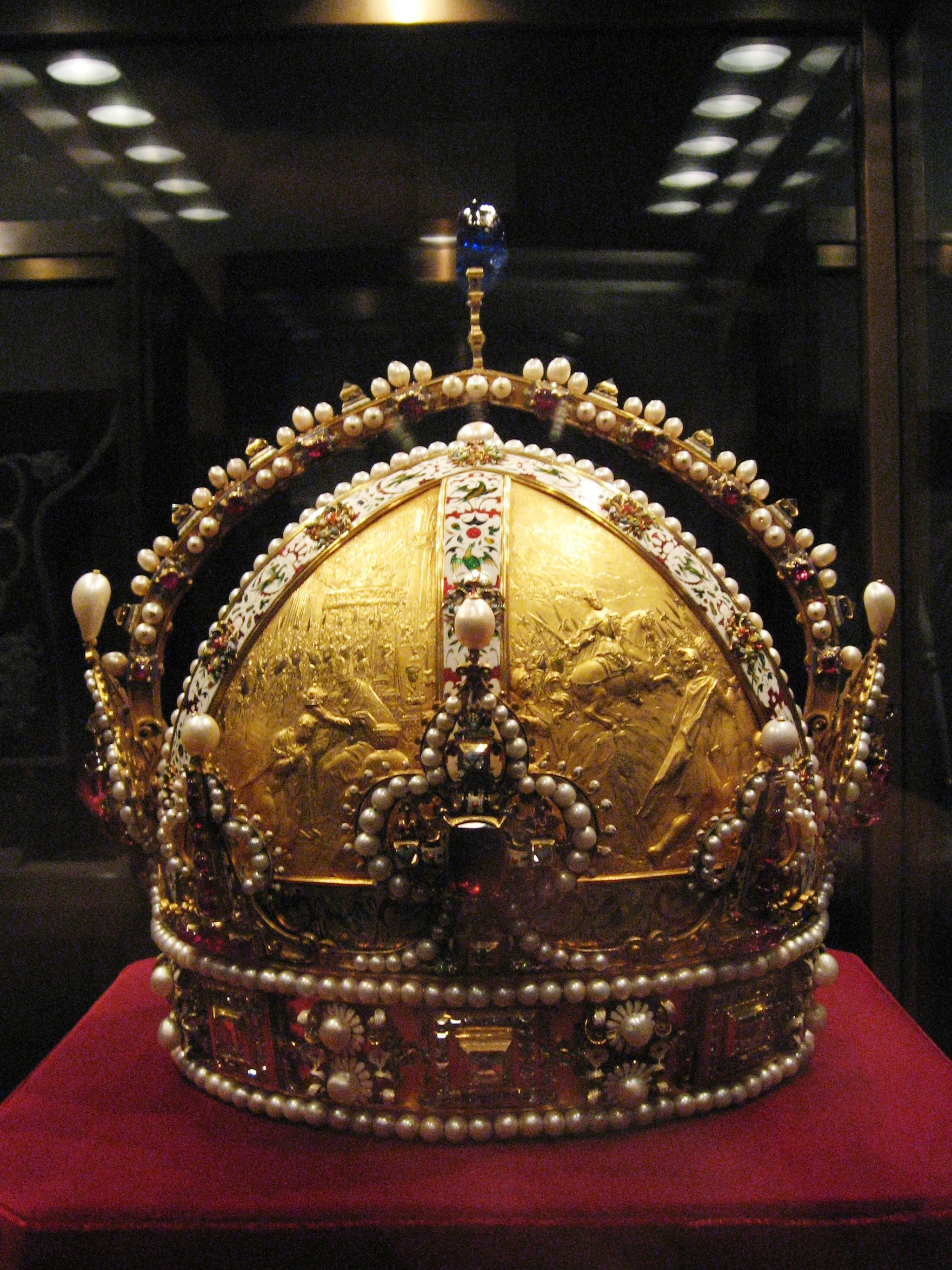
側面
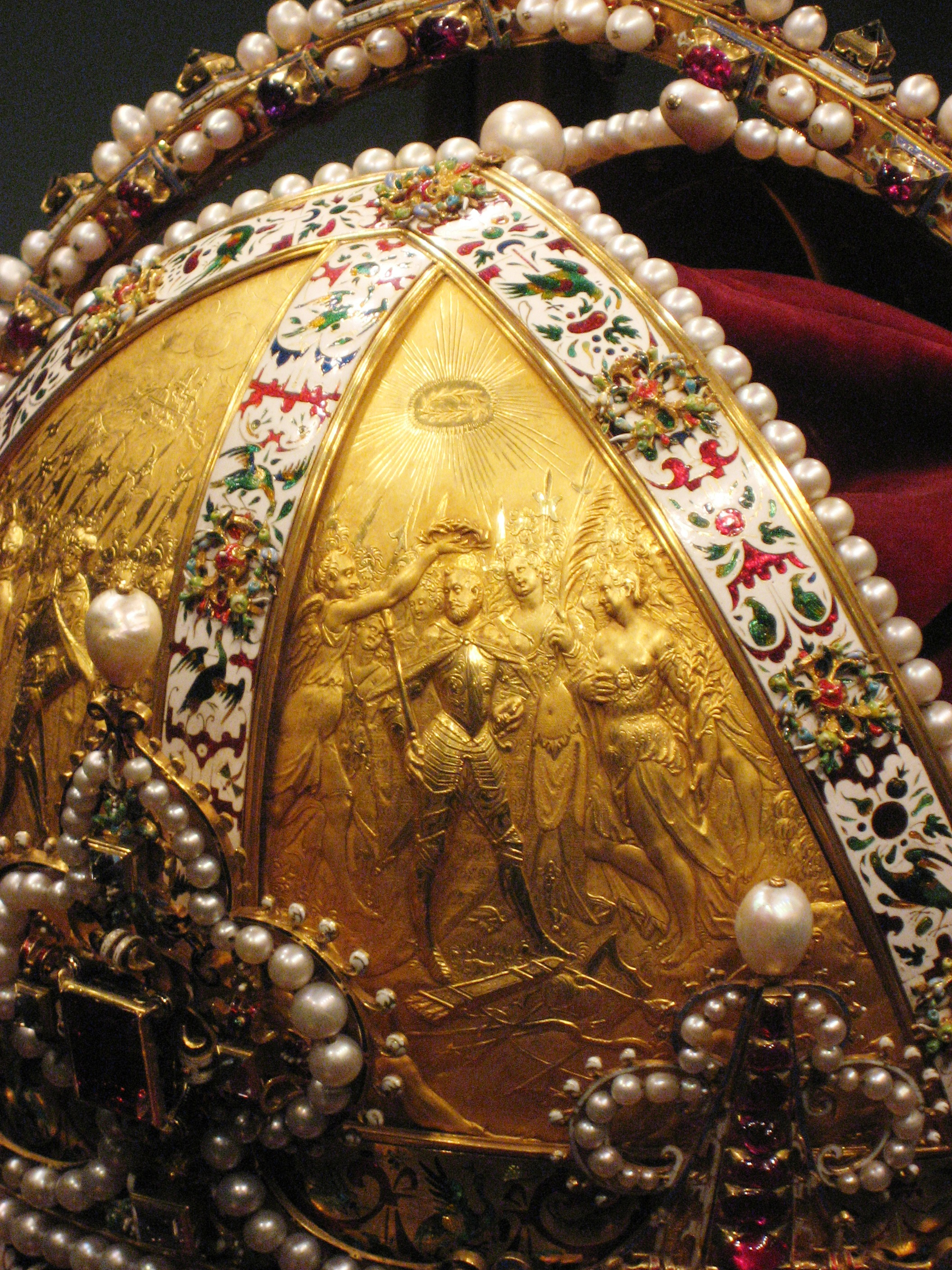
側面詳細
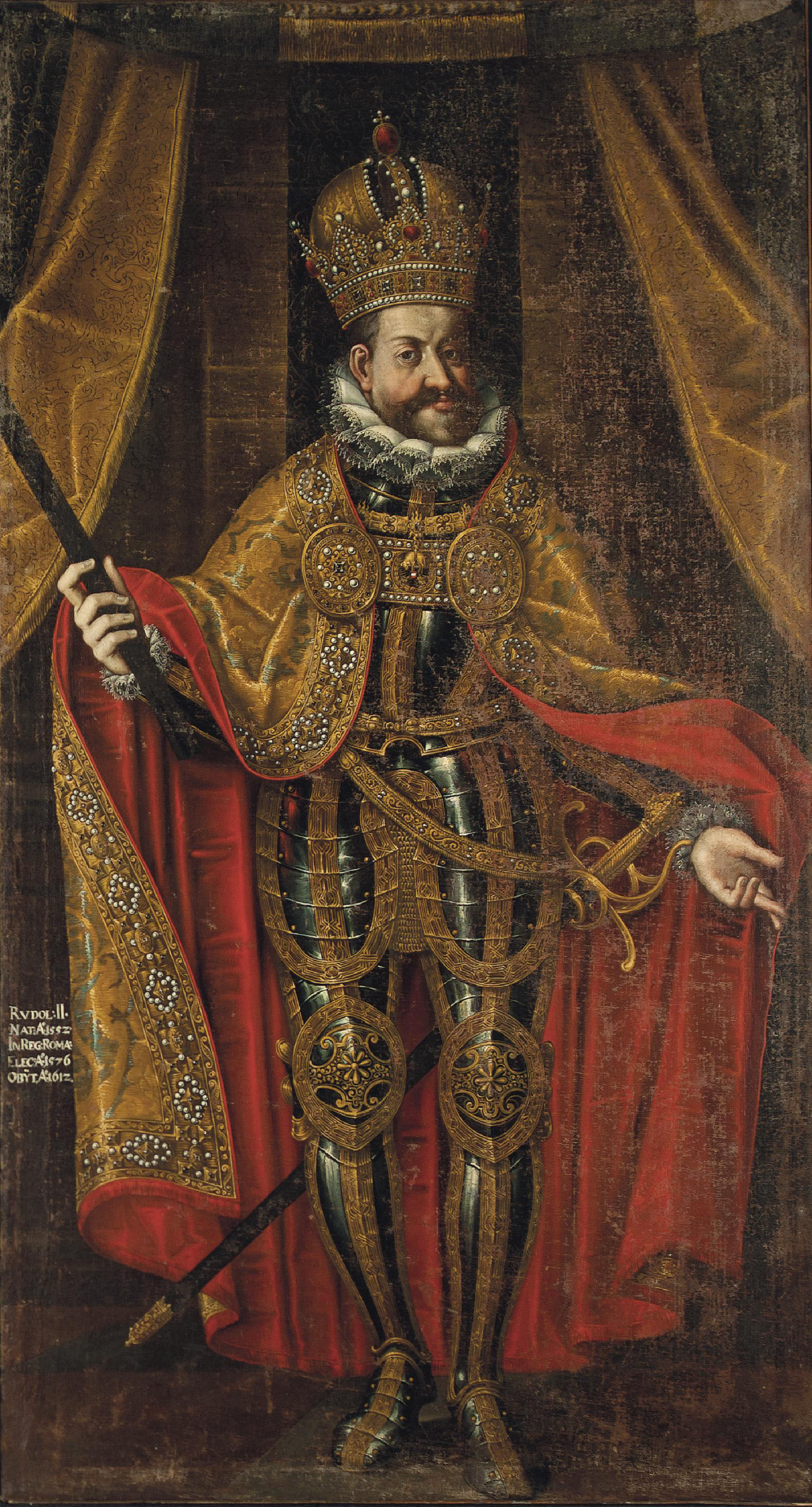
帝冠を戴いたルドルフ2世
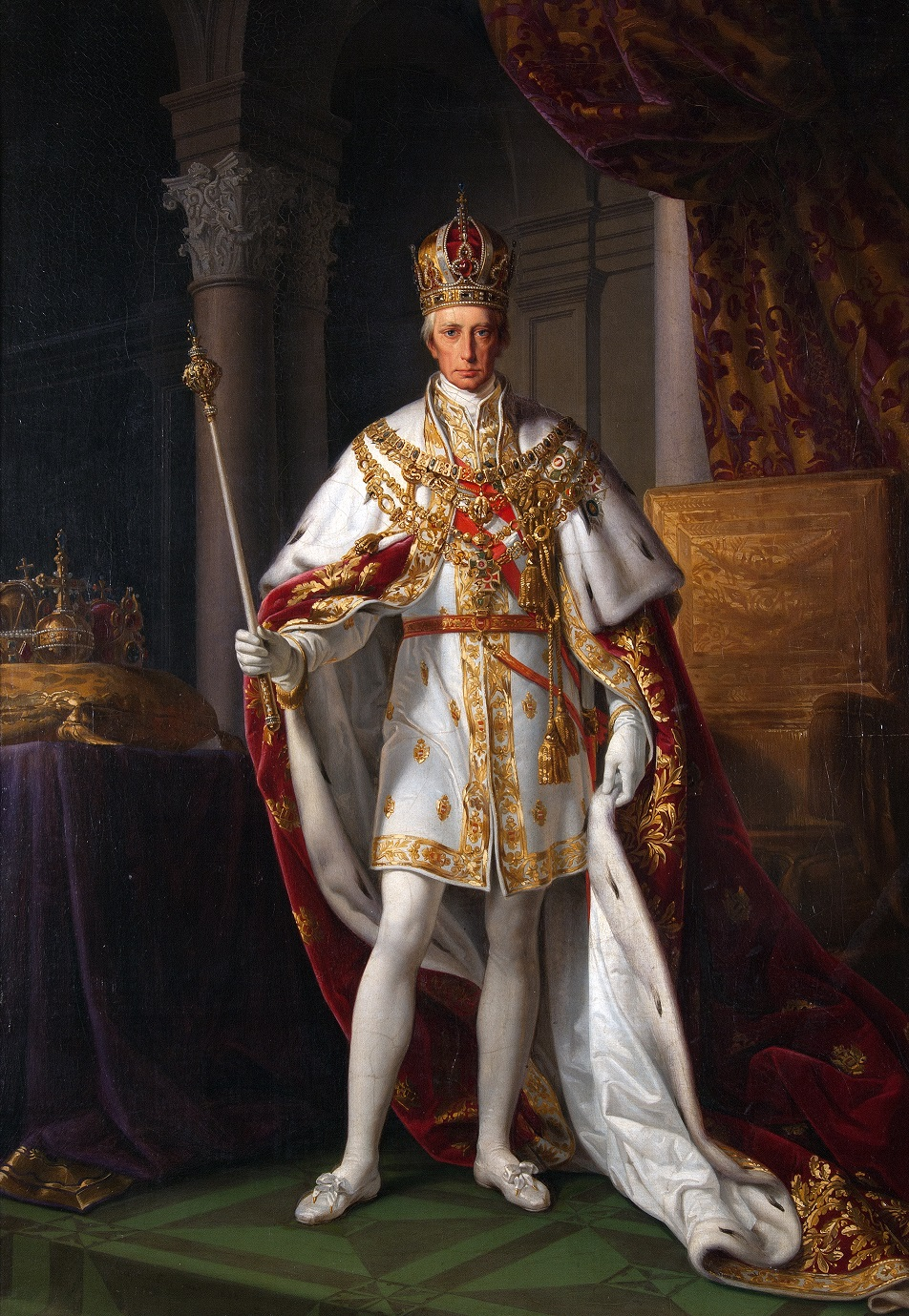
オーストリア皇帝としてのフランツ1世
オーストリア＝ハンガリー帝国の紋章

### 関連資料
- Brook, Stephan (2012). DK Eyewitness Travel Guide: Vienna. London: Dorling Kindersley Ltd.. ISBN 978-0756684280
- Kunsthistorisches Museum Wien (1991). The Secular and Ecclesiastical Treasuries. Vienna: Residenz Verlag. ISBN 978-3701706860
- Leithe-Jasper, Manfred; Distelberger, Rudolf (2004). The Kunsthistorisches Museum Vienna: The Imperial and Ecclesiastical Treasury. Vienna: Scala Publishers. ISBN 978-3406429385
- Schnorr, Lina (2012). Imperial Vienna. Vienna: HB Medienvertrieb GesmbH. ISBN 978-3950239690
- Unterreiner, Katrin; Gredler, Willfried (2009). The Hofburg. Vienna: Pichler Verlag. ISBN 978-3854314912